# Окіносіма (загороджувач)
«Окіносіма» (яп. 沖島) — великий мінний загороджувач Імперського флоту Японії, який брав участь у початкових стадіях Другої світової війни. Корабель назвали на честь острова Окіносіма в Япнському морі. Це був найбільший мпеціально побудований мінний загороджувач ВМС Японії та перший японський корабель такого класу, оснащенний гідропланом — розвідником.

## Будівництво
Після ратифікації Лондонського військово-морського договору Імперський флот Японії вирішив вивести з експлуатації свої існуючі застарілі мінні загороджувачі, колишні крейсери «Асо» і «Токіва». Заміна була передбачена Додатковим бюджетом розширення військово-морських сил 1931 року. Новий корабель мало бути безпрецедентних розмірів для свого класу, таким чином подолавши недоліки попередніх мінних загороджувачів у японському арсеналі щодо дальності та місткості. Окрім 600 морських мін типу 6, новий корабель мав ті ж гармати, які використовув легкий крейсер «Юбарі», а також був оснащений авіаційною катапультою та розвідувальним гідролітаком Kawanishi E7K.
«Окіносіма» був спущений на воду верфями Harima Shipyards (тепер частина корпорації IHI) у префектурі Хіого, Японія, 14 листопада 1935 року та був введений в експлуатацію 30 вересня 1936 року.

## Історія служби
Наприкінці 1930-х років «Окіносіма»  був визначений флагманом ескадри  ескадрених міноносців, і він здійснив численні дослідницькі місії на Маршаллових, Каролінських і Маріанських островах в японському Південному Тихоокеанському мандаті, шукаючи потенційні місця для базування гідролітаків і транспортуючи морські міни для майбутнього використання.
Під час атаки на Перл-Харбор у грудні 1941 року «Окіносіма» служив флагманом адмірала Кійохіде Шіми в операції «Гі» ( вторгнення на острови Гілберта) і вирушив з Джалуїту зі бійцями Спеціальних військово-морських десантних сил. З 9 по 10 грудня «Окіносіма» підтримувала японську висадку на Макін і Тарава, а 24 грудня — захоплення Абаянга. «Окіносіма» був у Труку 1 січня 1942 року.
У січні 1942 року під загальним командуванням адмірала Садамічі Кадзіока «Окіносіма» брав участь в «Операції R» (вторгнення в Рабаул), висадивши японські війська в затоці Бланш в ніч з 22 на 23 січня 1942 року. 1 лютого  був офіційно переданий до Сил Південних морів.
5 березня «Окіносіма» під загальним командуванням адмірала Кунінорі Марумо була призначена для «Операції SR» (вторгнення в Лае і Саламауа в Новій Гвінеї ). 10 березня сили вторгнення були атаковані авіацією ВМС США з «Лексінгтона» і «Йорктауна», а «Окіносіма»  зазнав легких пошкоджень.
Після ремонту в Труку 28 квітня «Окіносіма» був призначений флагманом сил вторгнення адмірала Шими в Тулагі, які були частиною «Операції Мо» (вторгнення в Тулагі та Порт-Морсбі в Новій Гвінеї). Десантно-штурмові сили Тулагі почали висадку на Тулагі 3 травня, коли «Окіносіма»  успішно висадила біців  3-го угруповання Спеціальних військово-морських десантних сил з Куре. Однак 4 травня сили вторгнення були атаковані літаками «Йорктауна». Кілька транспортних кораблів і есмінець «Кікудзукі» були потоплені, а «Окіносіма» постраждав настільки, що мало не був повністю втрачений. Корабель відбуксирували в Рабаул для ремонту.

## Доля
10 травня «Окіносіма»  залишив Рабаул у рамках «Операції RY», вторгнення на Науру та Оушен-Айленд. 12 травня 1942 року біля Нової Ірландії він був вражена двома або трьома торпедами американського підводного човна S-42. «Окіносіма» був взятий на буксир есмінцем «Мочізукі», але перекинувся в каналі Святого Георгія в морі Бісмарка у точці з координатами 05°06′ пд. ш. 153°48′ сх. д. / 5.100° пд. ш. 153.800° сх. д.. Велика частина екіпажу вижила. «Окіносіма» був виключений зі списку ВМС 25 травня 1942 року.